# Цусима (роман)
«Цуси́ма» — роман Алексея Силыча Новикова-Прибоя, художественно-историческая эпопея в 2 томах. Роман повествует о переходе Второй Тихоокеанской эскадры российского военно-морского флота из Балтийского в Японское море и Цусимском сражении, — одном из эпизодов Русско-японской войны 1904 — 1905 годов. Новиков-Прибой в должности баталёра броненосца «Орёл» был участником перехода Второй Тихоокеанской эскадры и Цусимского сражения, а затем попал в японский плен вместе с другими членами экипажа сдавшегося броненосца.
Книга многократно переиздавалась и переведена на многие языки, в том числе английский и японский.

## История создания
По утверждению Новикова-Прибоя, в японском плену ему удалось собрать уникальный материал: «Матросы охотно и откровенно рассказывали нам обо всем, ибо перед ними были такие же товарищи, как и они, а не официальная комиссия, составленная, как это было впоследствии, из адмиралов и офицеров при Главном морском штабе. Если кто-либо из опрашиваемых говорил неверно, то сейчас же другие участники боя вносили поправки. А потом некоторые матросы начали сами приносить свои тетради с описанием какого-нибудь отдельного эпизода. Таким образом, через несколько месяцев у меня собрался целый чемодан рукописей о Цусиме». Однако эти свидетельства рядовых участников сражения погибли в результате драки пленных солдат с матросами, из-за которой сам Новиков угодил в японскую тюрьму. После освобождения он принялся восстанавливать эти материалы, с которыми он и вернулся из плена. Но из-за преследований в связи с участием в революционной деятельности Новиков с 1907 года оказался в вынужденной эмиграции, а его брат, живший в их родном селе, опасаясь обысков, собрал и спрятал его записи. Впоследствии все эти бумаги были найдены, кроме материалов о Цусимском сражении. И якобы только весной 1928 года записи, сделанные А.С.Новиковым-Прибоем в японском плену, случайно обнаружил в заброшенном улье его племянник, благодаря чему с осени 1928 года писатель  и смог приступить к работе над главным произведением всей своей жизни. Книга впервые была опубликована издательством «Федерация» в двух частях в 1932—1934 годах, а затем неоднократно переиздавалась (при этом в новые редакции автор вносил многочисленные изменения и дополнения).
В конце 1960-х — начале 1970-х годов аспирантка Белгородского государственного педагогического института О.И. Осыкова, исследовавшая творчество А. С. Новикова-Прибоя, указала на связь произведения Новикова-Прибоя с дневниками В. П. Костенко, который также находился на броненосце «Орёл» (Костенко фигурирует в романе А. С. Новикова-Прибоя как «инженер Васильев»). Согласно воспоминаниям дочери В. П. Костенко Натальи Владимировны, после ареста В.П. Костенко в 1928 году, А.С. Новиков-Прибой обратился к его второй жене Ксении Александровне с предложением продать ему рукопись о Цусиме. Во время свидания в тюрьме Владимир Полиевктович дал на это согласие. К.А. Костенко, оставшаяся с малолетним сыном и весьма ограниченная в средствах, воспользовалась выгодным предложением Новикова-Прибоя. Уже после освобождения из заключения В.П. Костенко глубоко при разговорах с разными людьми на тему о тождественности описаний целого ряда событий в его дневниках и книге Новикова-Прибоя Владимир Полиевктович отвечал: «Пусть читатель сам разберется, кто с кого списывал». Дочь Костенко писала: «А.С. Новикова-Прибоя никак нельзя упрекнуть в непорядочности по отношению к Владимиру Полиевктовичу: он сделал его героем своей исторической эпопеи (под псевдонимом инженера Васильева). Также нельзя поставить Новикову-Прибою в вину версию о находке дневников, начатых в японском плену, в деревне, у брата в улье. Наверное, тогда такой вариант судьбы дневников Костенко был наилучшим. Они не пропали и не оказались в случайных руках.»
15 марта 1941 года за второй том романа А. С. Новиков-Прибой был награждён Сталинской премией Второй степени в области литературы и искусства.

## Сюжет
Часть 1: «Поход», — рассказывает о походе Второй Тихоокеанской эскадры под командованием З. П. Рожественского из Либавы к Японскому морю вокруг Африки в 1904—1905 годах.
Часть 2: «Бой». Повествует о Цусимском сражении и судьбе погибших в нём и уцелевших основных кораблей Второй Тихоокеанской эскадры.
В романе весьма ярко и подробно описывается как переход Второй Тихоокеанской эскадры, так и само Цусимское сражение. Особый акцент делается на недостатках организации и боевой подготовки эскадры, приведшие в конечном счете к полному её разгрому. Описывается как ход сражения в целом, так и с позиции почти каждого из основных кораблей, участвовавших в нём. Присутствует достаточно много технических подробностей, пояснений, таблиц и схем, что представляет интерес с исторической и историко-технической точки зрения.

## Отзывы
- Супруга Гронского вспоминала[2]:

Алексей Силыч познакомился с Куйбышевым, они понравились друг другу, а потом и близко сошлись. Алексей Силыч подарил Валериану Владимировичу свою «Цусиму» с дарственной надписью, послал её в Кремль, где в то время работал Валериан Владимирович. Через некоторое время, при встрече Куйбышев серьёзно и строго глядя на Алексея Силыча, сказал, что он виноват в срыве его доклада на Совете по Труду и Обороне (СТО). В первое мгновение Алексей Силыч даже растерялся. Валериан Владимирович без улыбки глядел ему прямо в глаза, потом увидел, что Силыч всегда такой находчивый и спокойный, не находит слов, Куйбышев громко рассмеялся. Он должен был готовиться к докладу на СТО, но в тот день получил «Цусиму». Открыл её, начал просматривать, лег на диван и не вставал весь вечер и всю ночь, закончил её чтение, когда настало утро.
- Писатель-эмигрант Г. Б. Александровский (на момент Цусимы ему было 4 года, моряком не был, если не считать год службы боцманом во время стоянки после эвакуации из Крыма):[К 1]

В своей книге Новиков всеми силами старается опорочить адмирала Рожественского и участвовавших в бою офицеров, героические поступки которых он высмеивает. Результатом этого книга, переведенная на многие иностранные языки, оставляет ложное и возмутительное впечатление, приводящее к неблагоприятным выводам.
- Я. К. Туманов (во время Цусимского боя мичман «Орла»):

Бесспорная ценность этого произведения в том, что оно единственное, написанное не обитателем офицерской кают-компании, а человеком, проделавшим знаменитый поход в командном кубрике и носившим в то время матросскую фуражку с ленточкой. [...] Хорошим литературным русским языком автор живо и красочно описывает незабываемый поход Второй эскадры от Кронштадта до Цусимы..
Старые русские офицеры с удивлением узрят в советской книжечке правдиво и честно написанные портреты командира «Буйного»  Н.Н. Коломейцова, к-ра «Донского»  И.Н. Лебедева и его старшего офицера  К.П. Блохина. С нескрываемой симпатией упоминает автор и кое кого из младших офицеров.

За это гражданское мужество, за изображение в советской книжке золотопогонников рыцарями без страха и упрека, многое простится Новикову-Прибою.

## Комментарии
1. ↑  Георгий Борисович Александровский (16.12.1901 — 8.3.1981). Окончил Одесский кадетский корпус в 1919 году, произведен в гардемарины. Участник Гражданской войны на стороне белых: служил в офицерской роте 3-го Дроздовского полка. Эвакуировался из Крыма в Бизерту. В 1920—1921 числился боцманом на ПЛ «Утка» Русской эскадры в Бизерте. В эмиграции в Чехословакии, затем в Канаде и США, работал инженером, был редактором газеты «Россия» издававшейся в Нью-Йорке. Наград не имел.[3]